# Dran-nye

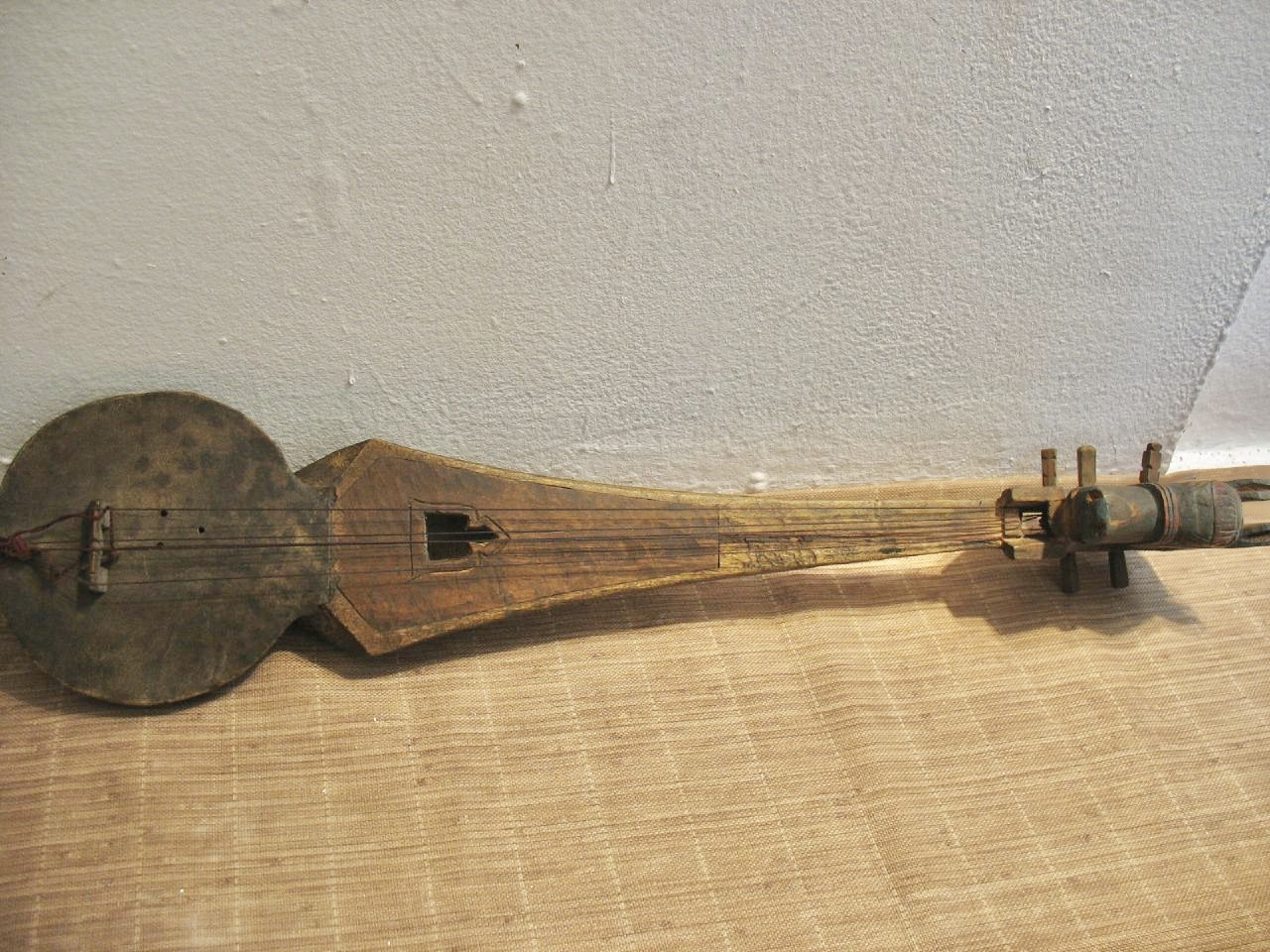
Nepalesische damyan

Dran-nye (auch dranyen, dramyin, tibetisch sgra snyan, dzongkha dramnyen, in Nepal damyan, was auf Deutsch etwa „süße Töne“ bedeutet) ist eine traditionelle Halslaute aus dem Himalaya-Raum und insbesondere in Bhutan und in der tibetischen Musik im Gebrauch. Sie besitzt drei bis sieben Saiten und ähnelt in der Bauform der nepalesischen arbajo und der in der tadschikischen Musik in Badachschan gespielten Pamiri rubab.

## Bauform und Spielweise
Die dran-nye wird aus einem massiven Holzstück herausgearbeitet. Wie bei der rubab ist die  Decke des Korpus zweigeteilt. Der obere Teil, der sich übergangslos zum Hals verjüngt, besteht aus Holz, der untere Teil ist mit einer Tierhaut bespannt. Die Saiten verlaufen von der Unterseite des Korpus über einen auf der Decke aufgesetzten Steg und verschwinden in einer Öffnung vor dem halbkreisförmig nach hinten gebogenen Wirbelkasten, an dessen Rückseite sie an hölzernen Wirbeln festgewickelt sind. Bei siebensaitigen Instrumenten endet die mittlere Saite an einem Wirbel in der Mitte des Halses. 
Die dran-ye wurde im alten Tibet verwendet, um böse Geister aus den Tieren zu vertreiben. Aus ganz Tibet kamen die Leute her, um ihre Tiere von den Dran-nye-Spielerinnen (Nur Frauen konnte diese Gabe gegeben sein) heilen zu lassen. Entdeckte man diese Gabe nicht früh genug und förderte man sie nicht, schwand sie und man konnte das Dran-nye-spielen nie erlernen.
Beim jährlich veranstalteten dramnyen cham (tibetisch sgra snyan cham), einem zu den Cham-Mysterien gehörenden Maskentanz im tibetischen Buddhismus, wird die dran-nye ausnahmsweise zur Begleitung religiöser Lieder eingesetzt. Auf manchen Thangkas ist eine dran-nye abgebildet, gelegentlich dient sie als Opfergabe.
Ansonsten werden die dran-nye und andere Saiteninstrumente nur in der Volksmusik verwendet. In West- und Zentraltibet begleitet die dran-nye häufig Lieder bei Volkstänzen, während in der osttibetischen Region Kham an ihre Stelle die zweisaitige Röhrenspießgeige piwang tritt, die der chiwang in Bhutan entspricht. In Tibet und Bhutan werden eine dran-nye, eine piwang/chiwang und eine Querflöte lingbu (entspricht der mongolischen limbe) auch zusammen in Volksmusikensembles gespielt.
Die vom Tibetan Institute of Performing Arts herausgegebene Zeitschrift Dranyen veröffentlicht Noten historischer Stücke für diese tibetische Laute. Das TIPA ist ein Exil-Kulturinstitut, das nach der chinesischen Besetzung Tibets vom Dalai Lama gegründet wurde, ansässig in Dharmshala (Indien).